# Mount Kerckhove de Denterghem
Mount Kerckhove de Denterghem är ett berg i Antarktis. Det ligger i Östantarktis. Norge gör anspråk på området. Toppen på Mount Kerckhove de Denterghem är 2 400 meter över havet.
Terrängen runt Mount Kerckhove de Denterghem är platt söderut, men norrut är den kuperad. Trakten är obefolkad. Det finns inga samhällen i närheten.